# ハーラル4世 (ノルウェー王)
ハーラル4世（ハーラル4せい、Harald IV）、またはハーラル・ギッレ（ノルウェー語：Harald Gille, 1102年ごろ - 1136年12月14日）は、ノルウェー王（在位：1130年 - 1136年）。「ギッレ」の名はおそらく中期アイルランド語の「Gilla Críst（キリストのしもべ）」からきていると考えられている。

## 生涯

### 生い立ち
ハーラルは1102年ごろにアイルランド島またはヘブリディーズ諸島で生まれたが、恐らくアイルランド島であったと考えられている。サガによると、ハーラルは後にオークニー伯となるレーグンヴァルド・カリ・コルソンを含むノルウェーの商人との交友を通じて、当時のノルウェー情勢についてよく知るようになった。1127年ごろにハーラルはノルウェーに向かい、先代のノルウェー王マグヌス3世の非嫡出子であると宣言した。1103年にマグヌス3世はアイルランドを訪問しており、自身はその際にマグヌスの息子として誕生したと主張したのである。マグヌス3世の他の子孫はアイルランドの文献で確認されていて、少なくとも1人のアイルランド人女性がマグヌス3世のお気に入りであったことが分かっており、ハーラルの主張は必ずしも信じがたいことではなかった。これによりハーラルは現王シグル1世の異母弟であると主張し、神明裁判により自身の主張を認めさせることに成功した。このハーラルの主張は、ハーラルがシグル1世またはその息子マグヌス・シグルズソンの生存中に王国の支配権を決して主張しないという条件の下で、シグル1世に認められた。ハーラルはシグル1世と友好的な関係を築き、1130年にシグル1世が死去するまでこの合意を守った。

### 治世
ハーラルはシグル1世の訃報を聞いたとき、トンスベルグにいた。ハーラルはハウガティング（古ノルド語で丘または古墳を意味するhaugrに由来）において会議を招集した。この会議においてハーラルは王国の半分を統べる王に選ばれ、マグヌス・シグルズソンはハーラルと共にノルウェー王国を共同統治するよう強いられた。
結果として王国は分割され、シグル1世が領有していた王国の半分をそれぞれが領有することになった。両王はしばらくの間、王国を平和に支配した。その不安定な平和関係は4年後に遂に破綻した。マグヌス4世が公然とハーラルとの戦争の準備を始めたのだ。1134年8月9日、マグヌス4世はブーヒュースレーンのフィリスレイフでハーラル軍と全面衝突し、ハーラル軍を撃破した。結果、ハーラルはデンマークへの亡命を強いられた。その後、マグヌス4世は軍を解散し、冬を過ごすためにベルゲンに向かった。その後、ハーラルは新たにかき集めた軍勢と共にノルウェーに戻り、ほとんど抵抗を受けることなく、クリスマス前にベルゲンに到着した。マグヌス4世は既に兵を解散しておりまともに対抗できず、1135年1月7日にベルゲンは呆気なくハーラルの手中に陥落した。マグヌス4世はハーラルに捕らえられ退位させられた。マグヌス4世の目はくり抜かれて収監された。ハーラルは1136年まで王国を支配していたが、彼と同じくマグヌス3世の非嫡出子とされていたシグル・スレンベに殺害されたという。

## 歴史的背景
ハーラルがノルウェー王に就任した1130年ごろに、ノルウェーでは王位継承を巡る内戦の時代が幕を開けた。この騒乱の時代は1217年まで続いたとされるが、内戦が引き起こされた原因として、「明文化されていなかったノルウェーにおける王位継承法」や「当時の社会情勢」、そして「国王と教会との関係性」が挙げられている。この内戦は２つの派閥によって引き起こされた。当初、これらの派閥は定まった名称を持っていなかったか、または様々な不特定の名称で呼ばれていたとされているが、後々にバグリ党・ビルケベイネル党という名称にそれぞれが定まった。それぞれの党の旗印には通常、王族が就き、対立する党派が推す王族に対抗したという。

## 結婚と子女
ハーラルは、スウェーデン王インゲ1世の息子で相続人であったラグンヴァルド・インゲッソンの娘イングリッド・ラグンヴァルツドッテルと結婚した。2人の間にはインゲ1世（在:1135年 - 1161年）が生まれた。
サガによると、ハーラルは以前にエイステイン2世（在:1125年頃 - 1157年）の母ビャズクと結婚していたという。ハーラルの妾の中には、シグル2世の母であったグットルム・グローバルデの娘トーラ・グットルムスドッティル（Þóra Guttormsdóttir）がいた。また、1145年に10歳で死去したマグヌス・ハーラルソンという息子がいた。これら4人の息子全員がのちにノルウェー王となった。また、庶出の娘にスウェーデン王マグヌス2世およびビルイェル・ブローサと結婚したブリギダ・ハーラルズドッテルがいる。